# Systolederus boettcheri
Systolederus boettcheri är en insektsart som beskrevs av Günther, K. 1939. Systolederus boettcheri ingår i släktet Systolederus och familjen torngräshoppor. Inga underarter finns listade i Catalogue of Life.